# فلاک (مرورگر وب)
فلاک (انگلیسی: Flock) یک مرورگر وب است که با تأکید بر روی نیازهای کاربران شبکه‌های اجتماعی ایجاد و سرویس‌های وب ۲٫۰ در واسط کاربر آن تعبیه شد. در نسخه‌های اولیه فلاک از موتور چیدمان گکو در کنار موزیلا استفاده شد. نسخه ۲٫۶٫۲، که در ۲۷ ژانویه ۲۰۱۱ منتشر شد، آخرین نسخه بر اساس موزیلا فایرفاکس بود. فلاک نسخه ۳ را برپایه کرومیوم و با استفاده از موتور وب‌کیت ارائه داد. مرورگر فلاک با پشتیبانی از مایکروسافت ویندوز، مک‌اواس و لینوکس در دسترس و به رایگان قابل دانلود بود.
پشتیبانی از مرورگر فلاک از تاریخ ۲۶ آوریل ۲۰۱۱ متوقف شد.

## جوایز
- جایزه ویبی، ۲۰۰۸[۱۱]
- جایزه جنوب از جنوب غربی، ۲۰۰۸[۱۲][۱۱]
- جایزه مشیبل، ۲۰۰۷[۱۲]